# 남대문 전투
남대문 전투(南大門戰鬪)는 대한제국군이 군대 해산에 저항하여 일본군과 교전을 벌인 전투다.

## 배경

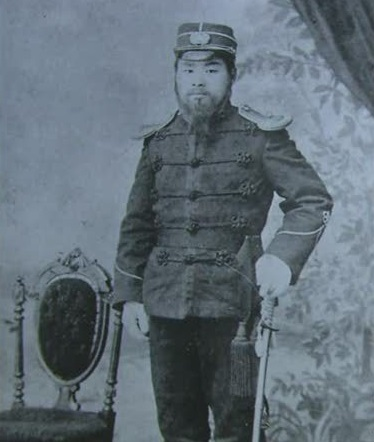
1연대 1대대장 박승환 참령

남대문 전투의 시발점이 된 시위대 1연대 1대대장 박승환 참령, 사후 1962년 대한민국 건국훈장 대통령장(복장)이 추서되었고, 2003년 8월의 호국인물로 선정되었다. 일본은 정미 7조약을 강요하여 대한제국의 각종 권리를 박탈하고 자신들이 가져갔다. 조약의 시행을 위한 비밀조치서에는 '대한제국의 군대를 해산시킨다.'라는 조항이 있었다. 일본은 이를 통해 대한제국의 국방력을 상실시키고자 저항의 여지를 분쇄하려 군대 해산을 위해 통감부는 시위대 병력 전부를 1907년 8월 1일자로 비무장 상태로 훈련원에 모이라고 공지했다.
여기서 해산식을 치를 요랑이었는데, 반일 장교 중 시위대 1연대 1대대장 박승환이 울분을 못 이겨 권총 자살을 한다. 그는 유서에 '군인으로서 나라를 지키지 못하니 만 번 죽어도 아깝지 않다'라고 하였다. 이에 분격한 장병들이 대대 일부 장교들의 지휘에 따라 무기고를 부수고 총을 꺼내 일본군과의 교전을 시작하였다.
시위대 이외 다른 연대에서도 반항이 있었다는 주장도 있다.

## 전개

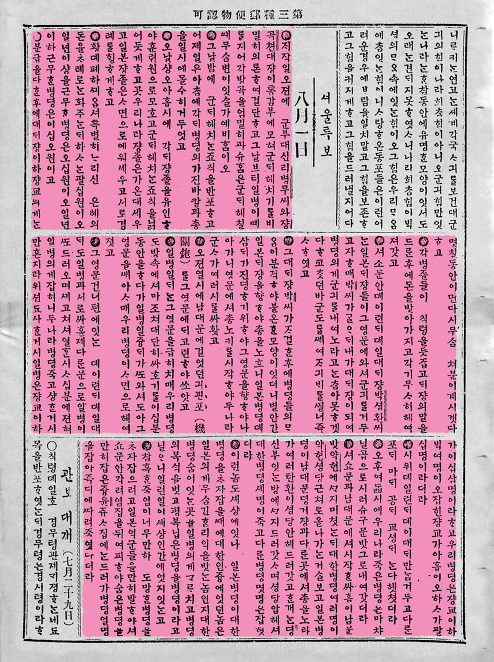
1907년 8월 9일에 경향신문(京鄕新聞)에 의해 기고된 기사 중 남대문 전투와 관련된 내용의 발췌본이다.

1연대 1대대가 봉기하던 시점에 바로 옆 병영에 있던 2연대 1대대는 무기를 반납하고 해산식장으로 향하려던 참이었다. 마침 그때 제2연대 1대대는 대대장 이기표 참령이 군을 통제하는 회의에서 해임되어 격양되어 있었다. 이럴때 이웃대대로부터 총성과 함성이 들리더니 1연대 1대대원 세명이 총을 쏘며 달려왔다. 곧바로 제2연대 1대대 병사들도 무기고를 파괴하고 무기를 되찾은 후 일본군과 격전에 대비하였다. 이때부터 제1연대 1대대, 제2연대 1대대원들은 일본군과 전면전에 들어간다. 그리고 두 대대 이외에도 300여명의 다른 부대들도 항전에 참여하면서 두 대대의 병영이 있던 남대문에서 서소문(소의문)에 걸친 지역에서 대한제국군 2개 대대와 이들을 진압하려는 일본군 사이에서 약 오전 9시부터 시작되어 1연대 1대대의 병영이 함락된 11시 50분까지 약 3시간에 걸친 시가전이 벌어진다.
물론 일본군도 대한제국군의 해산때 약간의 소요사태가 벌어질 것을 예상하고, 감시병력을 배치했지만 한국군 각 대대에 겨우 1개 중대만 배치했다. 하지만 대신 호치키스 기관총을 배치해 압도적인 화력 우세를 가지고 있었다. 1연대 1대대와 2연대 1대대에 각각 10중대와 9중대가 붙었다. 여기에 공병대와 기관총 부대가 더해졌다.
일본군은 재빠르게 투입되었다. 대한제국군은 일본군 선두가 접근하는 것을 알고 맹렬한 화력을 쏟아부었다. 이때문에 일본군은 전황이 이상하게 돌아가자 즉각 증원군을 요청하고, 9시 30분 일본군은 대기중이던 10중대 전병력을 투입한다. 하지만 일본군의 공세를 막아낸 1연대 1대대는 오히려 10시부터는 무서운 기세로 일본군에 총공세를 했다. 이때부터 일본군 10중대는 공격을 멈춘채 대치상태에 들어간다.
한편 일본군은 남대문(숭례문) 문루 위에 2정의 기관총을 설치하고 병영에 대한 제압사격을 실시하였다. 이것은 한국군에게는 굉장히 불리했는데, 당시 서울에서는 남대문과 동대문(흥인지문)이 가장 높은 건물이었다. 한국군의 병영이 남대문 근처에 있었는데, 일본군이 성루에 기관총을 설치한 것이었다.
한편 일본군 9중대는 10시 20분경부터 기관총을 앞세우고 제2연대 1대대 병영 뒷문을 향해 총공격을 했다. 일본군은 기관총 돌격을 감행하지만 한국군은 벽과 철문을 이용해 방어하며 집중 사격했다. 때문에 일본군이 기관총 엄호를 받으며 시도한 돌격을 막아낼 수 있었다. 고전이 계속되자 일본군 지도부는 일본군 12중대와 7중대 병력을 증파한다. 증원부대인 12중대를 고전하고 있던 제9중대에 붙여 한국군 제2연대 1대대를 집중 공격한다.
증원군이 붙은 일본군은 계속해서 밀어붙였고, 9중대 가지와라 중대장은 2연대 1대대 병영 부분을 돌파했다. 하지만 가지와라와 함께 영내에 돌입한 9중대는 한국군 집중 사격에 노출되었고 가지와라는 절명했다. 그런데 갑자기 병영에 있는 벽에서 큰 소리가 들려왔다. 일본 공병대가 설치한 폭약이 터지는 소리였다. 화염과 연기에 한국군은 순간적으로 당황했다. 이 틈을 타 일본군 7중대, 12중대가 잇따라 병영 안으로 돌입했고, 한국군은 마지막 저항을 해보지만 2연대 1대대는 10시 50분에 일본군에 함락당하고 말았다.
이제 남은 것은 1연대 1대대뿐이었다. 방금전까지 2연대 1대대의 병영을 공격하던 일본군 제7, 9, 12중대와 공병대는 재빠르게 1연대 1대대쪽으로 총부리를 돌렸다. 그러자 아직도 대치하고 있던 10중대는 마지막 총공세를 취하기 시작했다. 1연대 1대대 병사들은 마지막까지 용감하게 분투했지만 밀려오는 병력수를 이길 수 없었고, 떨어진 탄약을 보급받지 못해 결국 11시 50분 병영을 점령당한다.

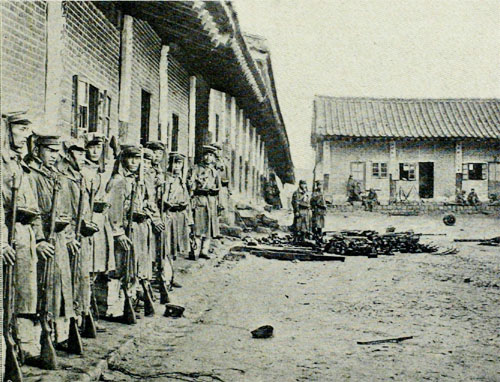
대한제국군 시위대[侍衛隊]의 봉기를 진압하고 병영을 점령한 일본군.

## 결과와 영향
대한제국군 장병들이 분투하여 일본군도 단숨에 병영을 제압하지 못하고 3회에 걸쳐 돌격을 반복해야 했지만 전력의 차이가 명확했다. 대한제국군도 기관총 등은 보유하고 있었지만 그러한 중화기들은 모두 일본군이 통제하는 타 병영에 있어 사용할 수 없었고, 소총도 베르단 등의 후장식 단발소총이라 연사력에서 5연발인 38식 아리사카 소총을 사용하고 있는 일본군에 대해 현격한 열세였다.
거기다가 가장 결정적인 문제는 화력이었다. 포나 기관총 같은 중화기는 모조리 일본군이 장악한 무기고에 있었고, 소총 탄약도 개인이 소지한 10~15발 뿐이어서 저항에 한계가 있었다. 대한제국군은 탄약이 남아있는 동안에는 일본군의 공세를 막아내었다. 그러나 개인이 보유한 탄약이 모두 바닥나자 도저히 일본군에게 저항을 지속 할 수가 없었다. 개인이 보유한 10~15발의 탄약과 예비 탄약 일부로는 단시간의 저항 밖에는 불가능했다. 결국, 탄약은 전투 중 금세 바닥나고 말았다.
그리고 기관총 제압사격과 견제로 인해 병영 밖으로 나갈 수도 없었다. 결국 시가전은 일본군의 승리로 끝나고 말았다.

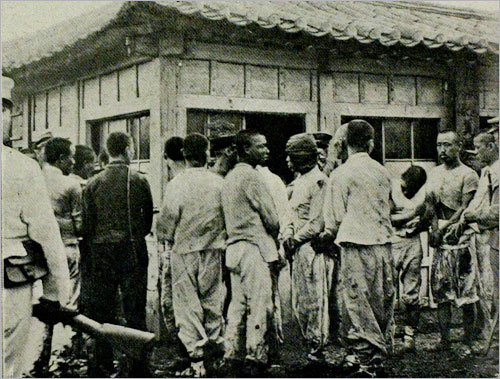
대한제국 군대해산 당시 일본군에 의해 무장해제를 당하고 있는 대한제국군 모습

전투 결과는 기록에 따라 다소 차이가 있으나, 일본 측의 기록을 참조하면 일본군의 피해는 전사가 확실한 4명을 포함해 30~40명의 부상자를 기록한 반면, 대한제국군은 68명의 전사자와 100여 명의 부상자, 516명의 '포로'를 낸 것으로 기록되어 있다. 그 외의 기록들은 대부분 신뢰성이 높지 않은 편이다.
2개 대대의 규정상 정원이 장교와 사병을 합쳐 총 1224명임을 감안하면 최대 550명 가량이 서소문을 통해 탈출에 성공한 것으로 볼 수 있을 것이다. 이들 중 다수는 후에 정미의병에 참가하여 항일전선에 섰다.
덤으로 말하자면 이 교전에서 일본군이 사용한 소총탄은 보병이 7,215발, 공병이 350발, 기병/포병이 8발, 기관총탄은 1,138발, 황색화약이 1.6kg이었다고 한다. 일본군이 노획한 한국군의 무기는 소총 74정에 실탄 3,305발이었다.

## 같이 보기
- 대한제국 군대해산
- 정미 7조약

## 참고 문헌
- 만화로 보는 조선왕조실록 5권 230쪽
- 한양이야기-조선왕조 500년의 도읍 한양 읽기-남대문 전투 단락
- 한국 근대사 산책 4-러일전쟁에서 한국군 해산까지-남대문 전투 단락
- 대한제국의 군사제도, 서인한, 서울 : 혜안, 2000.
- 독립운동사 교양총서 vol.02 - 한말 의병전쟁, 조동걸, 독립기념관, 1989
- 독립운동사 교양총서 vol.13 - 한말 의병장 열전, 윤병석, 독립기념관, 1991
- 민족전란사 vol.1 - 의병항쟁사, 국방부전사편찬위원회, 1984
- 조선군사령부1910/1945, 古野直也, 1997, 대왕사
- 현대한국사 vol.3 - 민족의 저항(1905~1910), 편집부, 신구문화사, 1969
- 대한제국 군대해산과 박승환-궁금-터[호국보훈이야기]/독립 이야기, 국가보훈처
- 경향신문[京鄕新聞] 남대문 전투 관련 기사 (1907년 8월 9일)
- 8월 호국인물 박승환 참령-세계일보